# RTL Hrvatska
RTL Hrvatska (RTL Croatie) est un groupe audiovisuel croate, filiale de Central European Media Enterprises. Jusqu'en 2022, le groupe était la propriété à 99,99 % de la CLT-UFA, qui possède plusieurs chaînes de télévision en Croatie. 

## Capital
Jusqu'au 1er juin 2022, RTL Hrvatska est détenue à 99,99 % par la CLT-UFA, filiale à 99,7 % du conglomérat de média luxembourgeois RTL Group S.A., filiale audiovisuelle du groupe de média allemand Bertelsmann AG, qui détient 100 % du capital. 

## Activités du groupe

### Télévision
RTL Hrvatska possède plusieurs chaînes de télévisions diffusées en Croatie :
| Logo | Chaîne                                                  | Date de création | Actionnaires |
| ---- | ------------------------------------------------------- | ---------------- | ------------ |
|      | RTL Televizija Chaîne généraliste nationale             | 30 avril 2004    | 100 % CEM    |
|      | RTL2 Chaîne généraliste nationale                       | 2 janvier 2011   | 100 % CEM    |
|      | RTL Kockica Chaîne thématique nationale pour les gosses | 11 janvier 2014  | 100 % CEM    |
|      | RTL Adria Chaîne thématique nationale                   | 24 février 2020  | 100 % CEM    |
|      | RTL Crime Chaîne thématique nationale                   | 12 mars 2015     | 100 % CEM    |
|      | RTL Living Chaîne thématique nationale                  | 12 mars 2015     | 100 % CEM    |
|      | RTL Passion Chaîne thématique nationale                 | 12 mars 2015     | 100 % CEM    |
|      | RTL Croatia World Chaîne internationale                 | 11 juillet 2016  | 100 % CEM    |